# ジブンジカン
ジブンジカンは、2014年3月31日から2020年3月27日まで琉球放送（RBCiラジオ）で月曜 - 金曜の9:00 - 10:50に放送していたラジオ番組。

## 概要
日替わりのテーマ（『今日のクエスチョン』）でメッセージを募集する番組で、流す音楽は基本的にスタッフが選曲した1980年代から90年代の洋楽（あなたの洋楽アップデートを除く、後述のタイムテーブル参照）となっていたが、年末年始・ゴールデンウィーク・夏休みを中心に不定期で『リクエスト祭り』と称して洋楽リクエストを設けることもあった。かつては週ごとのテーマメッセージも日替わりテーマと平行して設けたが、2018年いっぱいで週ごとのテーマを終了、日替わりテーマに一本化した。
その他、ニュースや天気予報のコーナーや10時前に5分から10分ほどのコーナーが放送されることもあった（後述、タイムテーブル参照）。
中村一枝は放送開始時から月 - 水曜日担当であった。
木・金曜日は開始当初は地元書道家の田場珠翠であったが半年後に降板、2014年10月から儀間江梨に変わった。
2015年9月から2015年12月までの4か月間は儀間が産休のため、木曜日にも中村が、金曜日のみ大城泉がそれぞれ担当していた。2016年1月に儀間が復帰、以前の体制に戻った。2019年1月より金曜のみ榎森が加わり、金曜は番組初のレギュラー2人パーソナリティ体制となった。
2020年3月27日の放送をもって番組は終了。この内、中村は受け持ち曜日はそのままで夕方の「わんDAY」のパーソナリティとして、また、榎森は後継番組「アップ!!」の金曜コメンテーターとしてそれぞれ引き継いだ。

## これまでのパーソナリティ
- 中村一枝（月 - 水、2015年9月 - 2015年12月は木曜日も担当）
- 儀間江梨（木・金、2014年10月 -、但し2015年9月 - 2015年12月は産休）
- 榎森耕助（エモやん）（リップサービス、金、2019年1月 - ）
- 田場珠翠(木・金、- 2014年9月)
- 大城泉(金、2015年9月 - 2015年12月、儀間の産休によるもの。普段は当番組の「ファーマーズリポート」リポーターを担当。)

## 放送時間
- 9:00 - 10:50

以前は10:45までだったが、『おきなわのホームソング』の放送終了に伴い、2017年4月からは5分延長された。
- ただし、2018年1月 - 3月までの金曜日に限り『伊集院光とらじおとクルマと仕事と』（TBSラジオ製作・JRN系列全国ネット）が放送されたため10分短縮され10:40までだった。終了後は元の終了時間（10:50）に戻っている。

## タイムテーブル
タイムテーブルは2020年3月終了時点、なお、内包箱番組は録音放送。
- 9:18 天気
- 9:25 （カズエ・エリの・エモやんの）ジカン
- 9:38 ラジオショッピング
- 9:50 【火・木を除きコーナーあり】
  - （月）美ら耳便り（内包箱番組）
  - （水）楽っく楽っくどかーん[2]
  - （金・9:54）くらしの歳時記（内包箱番組）
- 10:00 あなたの洋楽アップデート（洋楽の新曲紹介）
- 10:10 ニュース・天気
- 10:20 【水・金のみコーナーあり】
  - （水）ゆ～くるインフォメーション[3]
  - （第一・第四金）ファーマーズリポート[4]
- 10:28 ラジオショッピング
  - （隔週金）MY SWEET HOME（内包箱番組）
- 10:33 （金のみ）今週のせやろがい！[5]